# Georg Bose

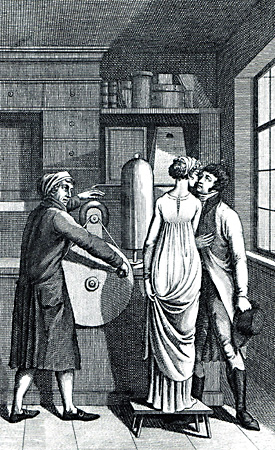
Prezentarea maşinii electrostatice a lui Bose

Georg Matthias Bose (n. 22 septembrie 1710 la Leipzig - d. 17 septembrie 1761 la Magdeburg) a fost un fizician și astronom german, cunoscut în special pentru cercetările din domeniul electricității statice.

## Biografie
S-a născut la Leipzig ca fiu al unui comerciant.
La 17 ani obține titlul de Magister Artium.
În 1738 începe studiile universitare, mai întâi în orașul natal, apoi la Wittenberg, urmând cursuri de fizică, astronomie, electricitate.
A fost profesor de filozofie naturală la Academia din Wittenberg.
În 1760, în timpul războiului cu Prusia, Bose a fost răpit la Magdeburg, unde în anul următor încetează din viață.

## Contribuții științifice
Principalele sale preocupări au fost matematica și fizica.
A fost primul care a utilizat sistematic mașina electrostatică pe care Francis Hauksbee a inventat-o în 1709.
Bose i-a adus unele îmbunătățiri adăugându-i o bară metalică amplasată lângă sfera care se electriza prin frecare, bară care era izolată față de pământ.
Când acest conductor metalic era atins, se producea o scânteie.
Bose efectuează tot felul de experimente și demonstrații publice cu acest generator electric.
Unul din acestea, cu nuanțe ilare era de tipul următor: O doamnă care atingea firul metalic ascuns săruta o persoană din cadrul audienței, moment în care între cei doi se producea descărcare însoțită de senzația de șoc pentru subiectul respectiv.

## Scrieri
- 1733: Dissertatio de l'Elipsi terrae

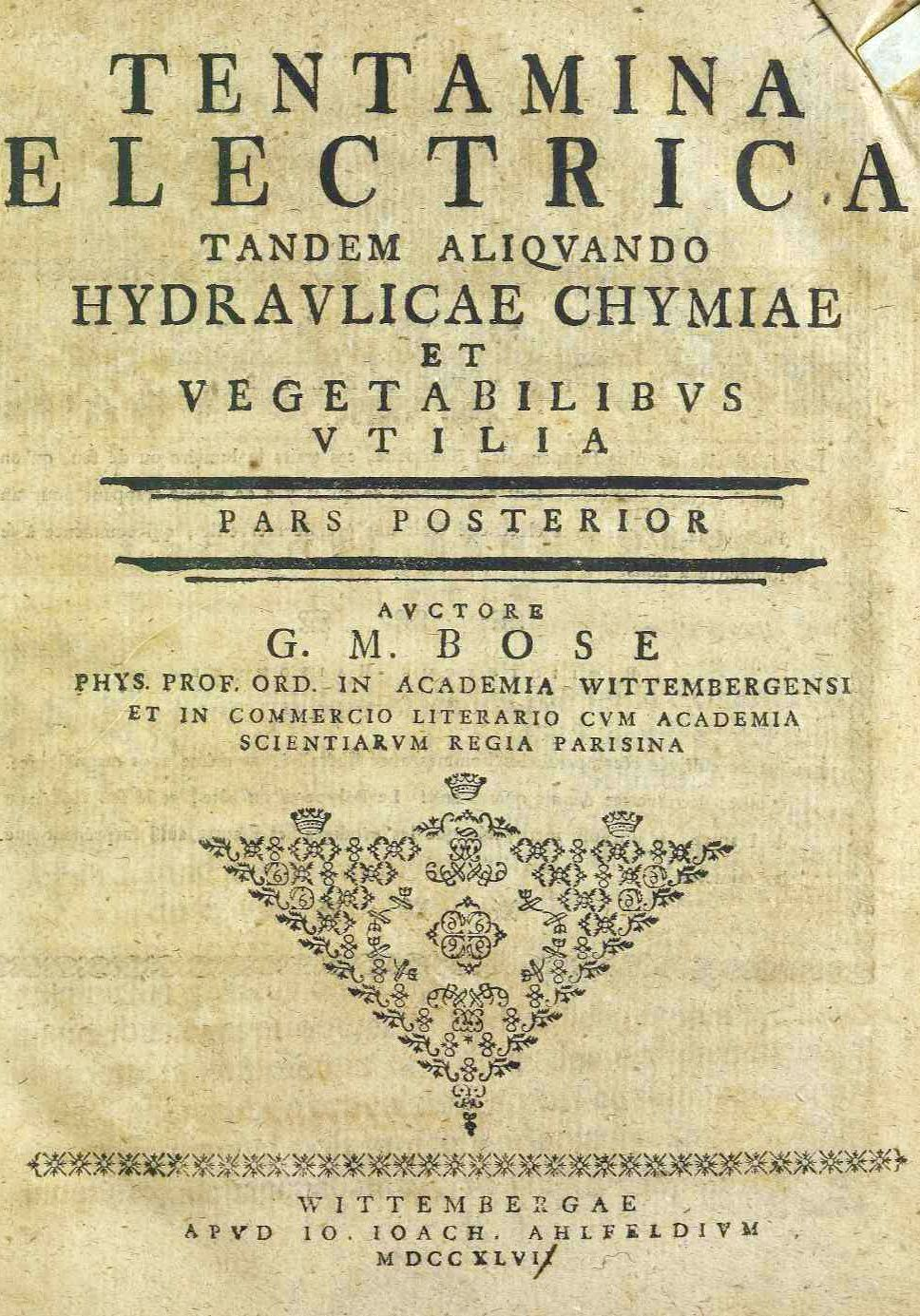
Tentamina electrica, 1747

- 1738: Schediasma literarium, quo contenta Elementorum Euclidis anunciat, et simul de variis editionibus post Fabricium monuella disserit
- 1744: Die Electricitat nach ihrer Entdeckung und Fortgang, mit poetischer Feder entworffen, unde descrie, într-un mod literar, experimentele sale privind electrizarea corpului uman
- Lipsia Ptolemaco ignota et tabula Pentigeriama.